# قطعنامه ۱۱۸۱ شورای امنیت
قطعنامه ۱۱۸۱ شورای امنیت سازمان ملل متحد که در تاریخ ۱۳ جولای ۱۹۹۸ تصویب شد، سندی بین‌المللی دربارهٔ بررسی وضعیت در سیرالئون است. این قطعنامه طی نشست ۳۹۰۲ام با ۱۵ رای موافق، ۰ مخالف و ۰ ممتنع تصویب شد.